# .mo
.mo је највиши Интернет домен државних кодова (ccTLD) за Макау. Разлог зашто је слово "o" у називу овог домена се односи на алтернативно писање овог региона - Макао.